# Station Kamień Krajeński
Station Kamień Krajeński is een spoorwegstation in de Poolse plaats Kamień Krajeński.